# OnePlus 7
Lo OnePlus 7 è uno smartphone di fascia alta prodotto da OnePlus, annunciato a maggio 2019 e commercializzato a giugno 2019.

## Caratteristiche tecniche

### Hardware
Il dispositivo misura 157.7 x 74.8 x 8.2 mm e pesa 182 grammi. È dotato di un chipset Qualcomm Snapdragon 855 (processo a 7 nm), con CPU octa-core e GPU Adreno 640. È stato commercializzato in tre configurazioni di memoria: 128 GB di memoria interna e 6 GB di RAM, 256 GB di memoria interna e 6 o 8 GB di RAM. Non dispone di memoria espandibile.
Supporta la connettività 2/3/4G, Wi-Fi 802.11 a/b/g/n/ac, dual-band, con supporto a Wi-Fi Direct, DLNA e uso come hotspot, Bluetooth 5.0 con A2DP, LE e aptX HD, GPS con A-GPS, GLONASS, BDS, GALILEO e NFC. La porta USB-C 3.1 supporta OTG.
Il display è un AMOLED da 6.41 pollici con risoluzione Full HD+ (1080 x 2340 pixel), protezione Gorilla Glass 6, e una densità di pixel di 402 ppi. Il sensore di impronte digitali è posizionato sotto lo schermo.
La fotocamera posteriore è doppia, con un sensore principale da 48 MP con f/1.7, con autofocus PDAF, OIS e doppio flash LED, e un sensore di profondità da 5 MP con f/2.4, supportando la registrazione video in 4K a 30 o 60 fps e 1080p a 30, 60 o 240 fps, oltre che al rallentatore a 720p a 480 fps. La fotocamera anteriore è da 16 MP, con registrazione video in 1080p a 30 fps.
La batteria è una batteria ai polimeri di litio da 3700 mAh, non removibile, con supporto per la ricarica rapida a 20 W.

### Software
Il dispositivo è dotato di sistema operativo Android 9.0 Pie, aggiornabile fino a Android 12, con la personalizzazione OxygenOS 12.1.